# Танос (река)
Танос, Тан (греч. Τάνος) — река в Греции в западной части Пелопоннеса. Исток находится на склонах хребта Парнона в западной части Аркадии. Впадает в залив Арголикос севернее Паралион-Астроса.
Впервые упоминается в «Электре» Еврипида как Танаос (Τάναος). Под тем же названием упоминается Павсанием.
Из-за вырубки лесов река пересыхает летом, а зимой случаются разрушительные наводнения.